# Цинцадзе, Мате
Мате Цинцадзе (груз. მათე ცინცაძე; 7 января 1995, Поти, Грузия) — грузинский футболист, полузащитник клуба «Гагра» Тбилиси.

## Карьера

### Клубная карьера
Мате начал заниматься футболом в Поти, затем присоединился к юношеской команде тбилисского «Локомотива».
9 октября 2011 года полузащитник дебютировал в чемпионате Грузии во встрече с клубом «Мешахте». 14 ноября 2012 года Мате отметился первым забитым мячом за «Локомотив».
Летом 2013 года, проведя за 2 сезона в тбилисском клубе в чемпионате 51 матч и забив 3 мяча, Цинцадзе перешёл в кутаисское «Торпедо». 4 июля Мате дебютировал в еврокубках против «Жилины». 18 августа полузащитник провёл первую игру в первенстве Грузии в новом клубе.
Отыграв полгода в Кутаиси, Мате подписал контракт с тбилисским «Динамо». По итогам сезона 2013/14 Цинцадзе стал чемпионом Грузии и обладателем Кубка, полностью отыграв финальную встречу с «Чихурой».
В сезоне 2014/15 Мате в составе «Динамо» стал обладателем Кубка и Суперкубка Грузии.
24 октября 2014 года Цинцадзе отметился первым забитым мячом за «Динамо».
25 августа 2015 года полузащитник вновь выиграл Суперкубок Грузии.

### В сборной
Мате в составе юношеской сборной Грузии (до 17 лет) принимал участие в двух встречах группового этапа финального турнира Чемпионата Европы в Словении, где его команда довольно неожиданно смогла занять третье место.
Также Цинцадзе принимал участие в отборочных матчах к юношескому чемпионату Европы в Венгрии.
7 сентября 2015 года полузащитник дебютировал в сборной Грузии во встрече отборочного турнира к чемпионату Европы 2016 со сборной Ирландии.

## Достижения
«Динамо» (Тбилиси)
- Чемпион Грузии (2): 2013/14, 2015/16
- Обладатель Кубка Грузии (2): 2013/14, 2014/15
- Обладатель Суперкубка Грузии (2): 2014, 2015